# Carl-Ludwig Wagner
Carl-Ludwig Wagner (ur. 9 stycznia 1930 w Düsseldorfie, zm. 27 lipca 2012 w Trewirze) – niemiecki polityk, prawnik i samorządowiec, działacz Unii Chrześcijańsko-Demokratycznej (CDU), deputowany do Bundestagu, w latach 1988–1991 premier Nadrenii-Palatynatu.

## Życiorys
Studiował prawo na Uniwersytecie Jana Gutenberga w Moguncji, a także w Montpellier. W 1953 i 1957 zdał państwowe egzaminy prawnicze I oraz II stopnia, a w 1960 obronił doktorat. W 1951 wstąpił do Unii Chrześcijańsko-Demokratycznej. W latach 1959–1969 pracował w administracji Parlamentu Europejskiego, od 1964 na stanowisku dyrektorskim. W latach 1969–1979 sprawował mandat posła do Bundestagu, następnie do 1979 pełnił funkcję nadburmistrza Trewiru.
W późniejszych latach związany z administracją Nadrenii-Palatynatu. Był deputowanym do landtagu, ministrem sprawiedliwości (1979–1981), ministrem finansów (1981–1988) i premierem tego landu (1988–1991). W latach 1992–1997 był prezesem Thüringer Aufbaubank, utworzonego w 1992 banku państwowego Turyngii.
Odznaczony Wielkim Krzyżem Zasługi Orderu Zasługi Republiki Federalnej Niemiec (1996).